# Шварц, Сергей Павлович
Сергей Павлович Шварц (1829—1905) — военный деятель, адмирал военно-морского флота Российской империи.

## Биография
Родился 18 февраля (2 марта) 1829 года в селе Чёрный Верх, Белёвского уезда Тульской губернии (ныне — Арсеньевский район, Тульская область). Внук И.Г. Шварца.
В 1836 году поступил в морскую роту Александровского кадетского корпуса. В 1839 году переведён в Морской корпус, в 1846 году окончил его и был произведён в мичманы. Затем служил на бриге «Эней»: в 1847—1849 годах — в Чёрном море, в 1850—1851 годах — в Средиземном. В 1852 году произведён в лейтенанты и переведён на Балтийский флот. В 1852—1854 годах на фрегате «Паллада» совершил переход на Дальний Восток, за что награждён орденом Святой Анны 3-й степени. В 1855 году произведён в капитан-лейтенанты, тогда же командовал построенным им фортом Святого Александра Невского. В 1856 году в Америке наблюдал за постройкой фрегата «Генерал-адмирал». В 1857 году на американском винтовом фрегате «Ниагара» участвовал в прокладке подводного кабеля. В 1861 году по поручению Морского министерства заказал в Англии броненосную батарею «Первенец», прибыл на ней в 1863 году в Кронштадт, в том же году назначен капитаном Санкт-Петербургского порта и награждён орденом Святого Владимира 4-й степени. В 1868 году произведён в контр-адмиралы и назначен председателем Артиллерийского отделения Морского технического комитета. С 1883 года главный командир Кронштадтского порта и военный губернатор Кронштадта. В 1893 году произведён в адмиралы и назначен председателем Главного военно-морского суда. Автор ряда статей в «Морском сборнике».
Похоронен на Свято-Троицком кладбище в Ораниенбауме.
Адмирал Шварц сыграл немалую роль в подготовке участия российского флота в торжествах по случаю 400-летия открытия Америки Колумбом и в отправке группы российских кораблей к берегам США в юбилейный год. 
В честь С. П. Шварца назван мыс Шварца [Хвандандан] (Японское море, полуостров Корея, 40°11′ с.ш., 128°38′ в.д., мыс нанесён на карту экипажем фрегата «Паллада» в 1854 году, им же было присвоено название мысу).

## Награды
Российской Империи:
- Орден Святой Анны 3-й степени (1854);
- Орден Святого Владимира 4-й степени (1864);
- Орден Святого Станислава 2-й степени с Императорской короной (1865);
- Орден Святой Анны 2-й степени с Императорской короной (1866);
- Орден Святого Владимира 3-й степени (1870);
- Орден Святого Станислава 1-й степени (1872);
- Орден Святой Анны 1-й степени (1875);
- Орден Святого Владимира 2-й степени (1882);
- Орден Белого Орла (1885);
- Орден Святого Александра Невского (1888);
- Знак отличия за XL лет беспорочной службы (1888);
- Брильянтовые знаки к Ордену Святого Александра Невского (21.08.1889);
- Знак отличия за L лет беспорочной службы (1898);
- Орден Святого Владимира 1-й степени (6.12.1903).

Медали:
- Бронзовая медаль «В память войны 1853—1856 гг.» (1856);
- Серебряная медаль «В память царствования императора Александра III» (1896);
- Серебряная медаль «В память царствования Императора Николая I» (1896);
- Серебряная медаль «В память коронации Императора Николая II» (1896).

Иностранных государств:
- Кавалерский крест ордена Данеброг (Дания) (1866);
- Большой крест ордена Франца-Иосифа (Австро-Венгрия) (1886);
- Орден Красного орла 1-й степени (Пруссия) (1888);
- Большой Офицерский крест ордена Почетного Легиона (Франция) (1891).